# Język auye
Język auye (a. auwje) – język papuaski używany w prowincji Papua w Indonezji, w rejonie gór zachodnich, na północ od grup językowych Ekari i Wodani. Szacunkowo posługuje się nim 500 osób (2011).
Dostępne dane sugerują, że posługują się nim różne grupy wiekowe, w różnych sferach życia. Wśród grupy etnicznej Auye w użyciu jest także język indonezyjski. Rodzimy język jest potencjalnie zagrożony wymarciem; odnotowano bowiem, że znajduje się pod presją innych języków (indonezyjskiego i ekari).
Auye jest spokrewniony z językiem ekari, przy czym stwierdzono jego odrębny status. Kolejny blisko spokrewniony język to dao (według Ethnologue – 75% podobieństwa leksykalnego); auye i dao tworzą wspólną grupę auye-dao. Z kolei awyi (awye) z rodziny języków granicznych to niepowiązany genealogicznie język.
Został opisany w postaci skrótowego opracowania z 2002 r., które sporządził M. Moxness. Jest zapisywany alfabetem łacińskim.